# Eric Lins
Eric Lins Grilo (Rio de Janeiro, 26 de fevereiro de 1979) é Procurador do Estado do Rio Grande do Sul e político brasileiro. Em 2018, elegeu-se deputado estadual pelo Rio Grande do Sul na 55.ª Legislatura, obtendo 23 042 votos.

## Biografia

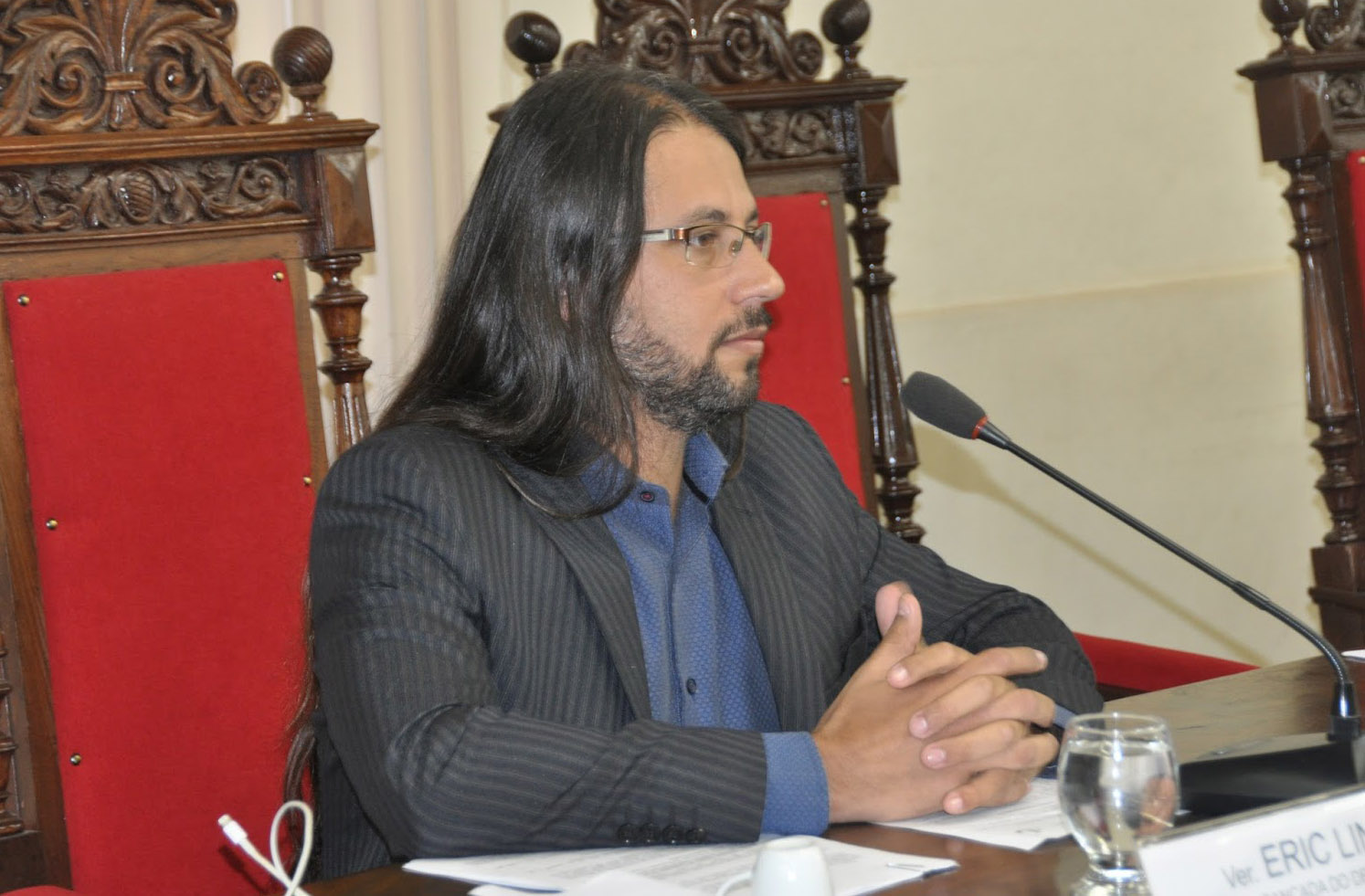
Câmara de Vereadores de Uruguaiana

Eric Lins nasceu no Rio de Janeiro em 26 de fevereiro de 1979. Em 2008, formou-se em direito pela Universidade Estácio de Sá, e pós graduado pela Universidade Gama Filho.[carece de fontes?]
Em 2010, foi nomeado Procurador do Estado, e coordenou as procuradorias regionais de Rio Grande, Sant'Ana do Livramento, e Uruguaiana.
Em 2016, foi eleito vereador mais votado na cidade de Uruguaiana, onde se destacou pela fiscalização do uso do dinheiro público, denunciando o desvio de verbas da educação, cobrança abusiva de taxas e impostos e irregularidades em licitação. Em 2018, foi eleito deputado estadual pelo Rio Grande do Sul, onde atualmente exerce o mandato pelo PL.

## Orientação Política-Econômica

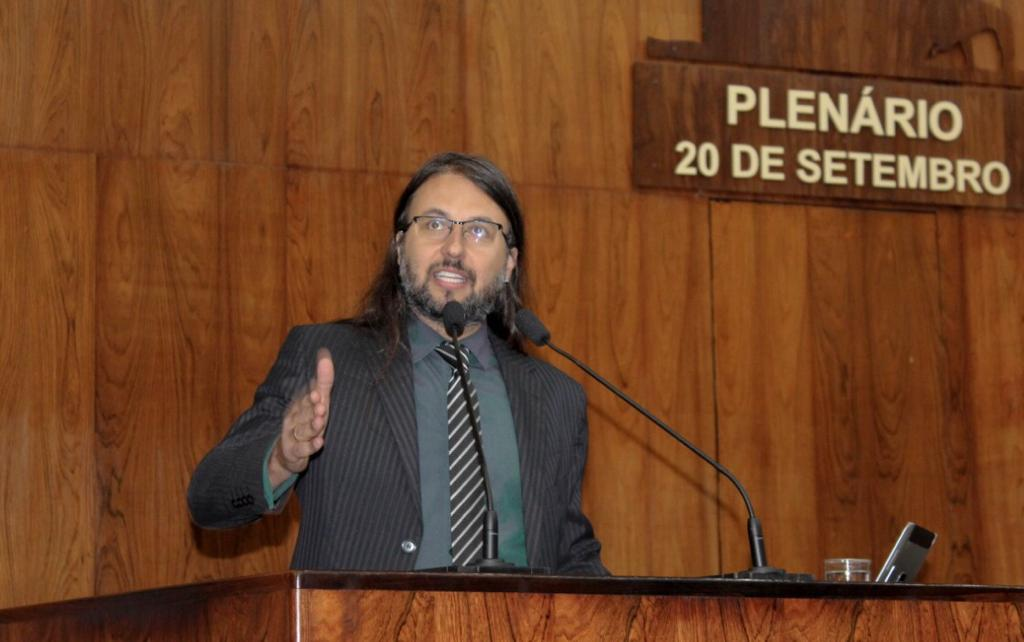
Assembleia Legislativa do Rio Grande do Sul

Eric Lins é um político de direita e defende pautas conservadoras como o projeto Escola sem Partido, a primazia da autoridade familiar, e é contrário a descriminalização do aborto.
Posiciona-se favorável à redução do tamanho do Estado com a venda das estatais no Rio Grande do Sul, defende a livre concorrência, a redução de impostos e a desburocratização.
Na segurança pública, vem sendo a favor do direito à auto defesa com a liberação do porte de armas. e contrário à liberação das drogas.